# World Team Challenge 2019
World Team Challenge 2019 (oficjalnie JOKA Biathlon World Team Challenge auf Schalke 2019) – osiemnasta edycja pokazowych zawodów biathlonowych, które rozegrano 28 grudnia 2019 roku na stadionie Veltins-Arena w Gelsenkirchen przy ponad 46-tysięcznej publiczności. Zawody składały się z dwóch konkurencji: biegu masowego i biegu pościgowego.

## Wyniki

### Bieg masowy
Źródło:.
| Poz. | Nazwisko                                           | Reprezentacja | Czas [min.] (+kara) |
| ---- | -------------------------------------------------- | ------------- | ------------------- |
| 1.   | Dorothea Wierer / Lukas Hofer                      | Włochy        | 32:16,9 (+6)        |
| 2.   | Laura Dahlmeier / Philipp Nawrath                  | Niemcy        | +4,5 (+2)           |
| 3.   | Anastasija Merkuszyna / Dmytro Pidruczny           | Ukraina       | +12,0 (+3)          |
| 4.   | Marte Olsbu Røiseland / Vetle Sjåstad Christiansen | Norwegia      | +16,6 (+5)          |
| 5.   | Anaïs Bescond / Antonin Guigonnat                  | Francja       | +26,1 (+4)          |
| 6.   | Lena Häcki / Benjamin Weger                        | Szwajcaria    | +36,2 (+6)          |
| 7.   | Lisa Hauser / Felix Leitner                        | Austria       | +44,9 (+4)          |
| 8.   | Markéta Davidová / Michal Krčmář                   | Czechy        | +48,4 (+8)          |
| 9.   | Denise Herrmann / Benedikt Doll                    | Niemcy        | +1:08,7 (+4)        |
| 10.  | Jekatierina Jurłowa-Percht / Matwiej Jelisiejew    | Rosja         | +1:43,9 (+5)        |

### Bieg pościgowy
Źródło:.
| Poz. | Nazwisko                                           | Reprezentacja | Czas [min.] (+kara) |
| ---- | -------------------------------------------------- | ------------- | ------------------- |
| 1.   | Marte Olsbu Røiseland / Vetle Sjåstad Christiansen | Norwegia      | 32:40,9 (+2)        |
| 2.   | Anastasija Merkuszyna / Dmytro Pidruczny           | Ukraina       | +25,7 (+3)          |
| 3.   | Anaïs Bescond / Antonin Guigonnat                  | Francja       | +32,5 (+5)          |
| 4.   | Laura Dahlmeier / Philipp Nawrath                  | Niemcy        | +33,1 (+5)          |
| 5.   | Dorothea Wierer / Lukas Hofer                      | Włochy        | +1:03,4 (+9)        |
| 6.   | Lisa Hauser / Felix Leitner                        | Austria       | +1:03,9 (+7)        |
| 7.   | Lena Häcki / Benjamin Weger                        | Szwajcaria    | +1:04,3 (+8)        |
| 8.   | Markéta Davidová / Michal Krčmář                   | Czechy        | +1:10,5 (+8)        |
| 9.   | Denise Herrmann / Benedikt Doll                    | Niemcy        | +1:48,2 (+7)        |
| 10.  | Jekatierina Jurłowa-Percht / Matwiej Jelisiejew    | Rosja         | +2:50,1 (+8)        |